# Пелагея Рязанская
Пелаге́я Ряза́нская (Пелаге́я Заха́ровская, настоящее имя Пелаге́я Алекса́ндровна Лобачёва; 20 октября 1890 — 6 декабря 1966) — жительница Рязанской области, почитаемая некоторыми как блаженная, старица и прозорливица, получившая известность в 1990-е годы благодаря пророчествам, опубликованным её почитателями.
Вопреки распространённому мнению, официально не прославлена в лике святых. Почитание Пелагеи подвергается критике представителями церкви.

## Жизнеописание
Родилась 20 октября 1890 года в селе Захарово Рязанской губернии (ныне Захаровский район Рязанская область) в семье крестьян Александра и Натальи Иевлевых. В паспорте записана как Лобачёва — по фамилии деда. Была четвёртым ребёнком в семье. Девочка родилась слепой — у неё не было зрачков, однако, по свидетельствам некоторых, обладала хорошей памятью (она с трёх раз могла выучить наизусть большие псалмы и молитвы) и, по мнению её почитателей, прозорливостью.
Родители Пелагеи рано умерли. Брат и сёстры считали слепую Пелагею ненормальной и обузой для семьи. Некоторое время она жила у своей сестры в селе Жокино, а после переезда сестры в Москву осталась одна. Долго скиталась по чужим домам и жила подаяниями. Приютила её многодетная верующая пара — Пётр и Анастасия Орловы. Пелагея стала для их семьи и крёстной, и воспитательницей. По народному преданию многие верующие исцелялись от болезней по молитвам блаженной, получали советы и духовные наставления. В мае 1963 года Анастасия Орлова умерла. Осенью 1966 Пелагею забрала к себе в Москву дочь Анастасии — Нина Петровна.
Умерла 6 декабря 1966 года. Отпевание происходило в Борисо-Глебском кафедральном соборе в Рязани. Похоронена в селе Захарово, над могилой установлена небольшая молельная часовня. Согласно некоторым свидетельствам, при жизни она говорила: «Приходите ко мне на могилку и всё мне рассказывайте. Хотя меня с вами не будет, я всё услышу и постараюсь помочь».

## Взгляды и критика
Подвижничество Пелагеи Рязанской довольно быстро укоренилось среди почитавших её жителей, что породило в связи с её высказываниями о состоянии православия, апостасии народа и духовенства, немало легенд. В частности, рассказывается, что в возрасте 12 лет (1902 год) Пелагея увидела Царицу Небесную в монашеском одеянии и та показала ей ад в виде моря огня. Кроме того, утверждается, что именно по её молитвам был снят с должности Никита Хрущёв. Резко выступала Пелагея против кремации ("Сжигание телес – это даже не грех, а само служение сатане"). Москва, по её мнению, уйдет под землю, а на месте Петербурга и Казани будет море.
В 1990—2000-х годах ряд изречений и пророчеств блаженной Пелагеи подверглись официальной критике со стороны патриарха Московского и всея Руси Алексия II, поддержанной диаконом Андреем Кураевым в статье «Второе пришествие апокрифов». В частности, образ Пелагеи в народном создании подвергся критике за «оккультное искажение православных догматов духовной жизни».
В частности, Пелагея оставила изречения о подмене мощей Серафима Саровского, и проблема поиска истинного нахождения мощей, в отличие от официальной позиции РПЦ МП, задекларировавшей второе обретение таковых в феврале 1991 года, периодически поднимается как в публицистике, так и в блогосфере. Сторонники данной теории также опираются как на очерк С. А. Нилуса о беседе с Н. А. Мотовиловым, так и на официальные описи и журнал Московской Патриархии.
По мнению священника Георгия Максимова, «Пророчества» Пелагеи придуманы её крестником П. Г. Глазуновым и впервые изданы в 1993 году в брошюре «Угодница Божия Пелагея Рязанская по воспоминаниям Петра Григорьевича Глазунова».